# Piastra de la Indoxina francesa
La piastra comercial, o piastra de la Indoxinesa francesa, és la unitat monetària i de compte utilitzada a la Cotxinxina francesa de 1878 a 1884, després a la Indoxina francesa de 1885 a 1954.
La seva creació s'emmarca dins d'una ampliació de la política comercial orientada a desenvolupar el comerç amb la Xina imperial i el seu àmbit històric d'influència, l'Extrem Orient, l'oceà Índic i la zona del Pacífic.
Es divideix en 100 centèsimes (o cèntims), cada centèsima al seu torn es divideix entre 2 i 6 sapeques.
De 1875 a 1950, el Banc d'Indoxina va tenir el monopoli de l'emissió de bitllets denominats en piastres.

## Història

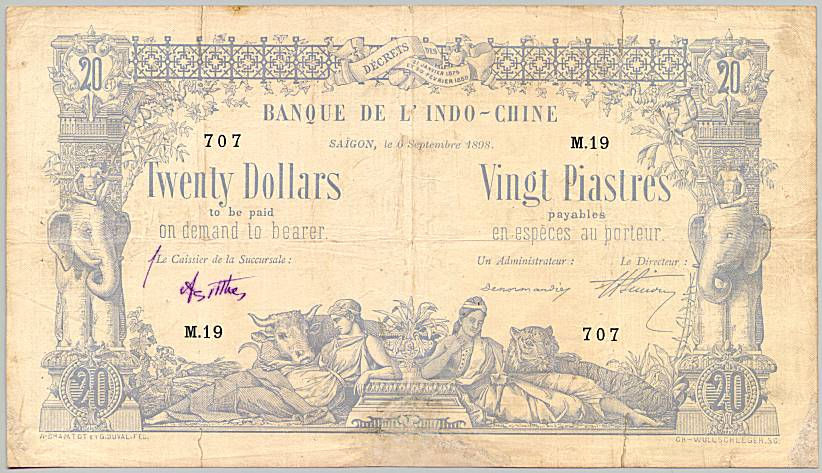
Bitllet de 20 piastres o 20 dòlars de 1898 (front).

### Monedes precolonials
Abans de la transformació francesa de les províncies de l'imperi de la dinastia Nguyễn (Đại Nam) en possessions i protectorats colonials, és a dir, Tonquín, Annam i Cotxinxina, a més de bona part de l'actual Cambodja i Laos, hi circulaven diverses unitats monetàries. Cotxinxina va ser la primera província que es va posar sota administració francesa, a partir de 1858.
El 10 d'abril de 1862, mentre el Comptoir national d'escompte de París obria una agència a Saigon, i mantenia els seus comptes en francs i cèntims francesos, el governador de la Cotxinxina francesa va decretar la moneda de curs legal en aquest territori de la piastra estrangera, és a dir, la Moneda mexicana de 8 reals.
El preu d'aquestes monedes varia entre 5,37 i 6,30 francs francesos. Les monedes de plata estrangeres estan generalment contramarcades amb caràcters d'autenticació xinesos emesos per comerciants acostumats a comerciar amb aquesta regió, protegint-se així de l'abundant falsificació. A més, s'utilitzen lingots de plata de forma generalment rectangular anomenats sycee, per valor d'entre 16 i 18 piastres mexicanes. Aquestes barres es produeixen en nom del govern de la dinastia Nguyễn, però s'acumulen. Al costat d'aquestes monedes de plata, hi circulaven un gran nombre de sapeques, văn, o tiền, amb forats al mig, la producció de les quals es remunta al segle X i que va durar fins als anys quaranta, peces foses a partir de metalls com el coure, el zinc, la plata. Aquestes monedes vietnamites es troben al costat de l'equivalent del tical, molt habitual a Cambodja i Laos, monedes emeses pel veí regne de Siam. A partir de 1866, també hi va circular el dòlar de Hong Kong, seguit del ien de plata japonès, i també es van utilitzar les monedes del Perú, productor de plata metàl·lica, així com les emissions de diversos països americans, però en menor quantitat Sud, enllaçat comercialment amb la zona del Pacífic. La Xina imperial va intentar encunyar subunitats del tael del plata, però aquestes monedes es van mantenir rares.
Per fer una idea del poder adquisitiu, l'any 1868, un sopar en un bon restaurant situat a la rue Catinat de Saigon costava de mitjana 1,5 piastres.
Les autoritats monetàries franceses van intentar reformar la que consideraven una situació complexa per a molts funcionaris, colons, comerciants i viatgers. A més, els comerciants vietnamites compraven massivament piastres estrangeres que revenien a les autoritats franceses, a canvi de francs, obtenint en el procés una prima sobre el pes de l'argent pura (fins a 50 cèntims per piastra).
El 1875, l'administració colonial del Protectorat francès de Cambodja va lliurar al rei de Cambodja una sèrie de monedes encunyades en franc cambodjà que, fetes a Bèlgica, conservaven la data "1860" a l' anvers.
Finalment, el Banc d'Indoxina va emetre bitllets a partir del 25 de gener de 1875 per valors de 5, 20 i 100 piastres amb els seus equivalents en dòlars (aquest últim fa referència a la piastra mexicana).
Arran de la convenció signada a Pau el 29 de novembre de 1950 en el marc de la Unió Francesa, el privilegi de l'emissió monetària va ser transmès del Banc d'Indoxina a l'Institut d'Emissió dels Estats Associats d'Indoxina (Cambodja, Laos i Vietnam), dirigit per Gaston Cusin: es van emetre nous bitllets de piastra fins al 1954.
L'any 1954, la independència dels estats associats que formaven llavors la Federació d'Indoxina va fer sentenciar l'existència de la piastra. Cadascun d'aquests estats posa en circulació la seva pròpia moneda nacional:
- el đồng del Vietnam del Nord a la República Democràtica del Vietnam
- el đồng del Vietnam del Sud a la República del Vietnam
- el riel a Cambodja
- el kip a Laos